# Hendrik IX de Oude
Hendrik IX de Oude (circa 1389 - Crossen an der Oder, 11 november 1467) was van 1397 tot 1467 hertog van Glogau, van 1403 tot 1412 hertog van Sagan en van 1446 tot 1467 hertog van Lubin. Hij behoorde tot de Silezische tak van het huis Piasten.

## Levensloop
Hendrik IX was de tweede zoon van hertog Hendrik VIII de Huismus van Glogau en Catharina van Opole, dochter van hertog Wladislaus II van Opole. Na de dood van zijn vader in 1397 erfde Hendrik IX samen met zijn oudere broer Jan I en zijn jongere broers Hendrik X Rumpold en Wenceslaus het hertogdom Glogau. Omdat de vier broers nog minderjarig waren, werden ze van 1397 tot 1401 onder het regentschap van hun moeder en hertog Ruprecht I van Liegnitz geplaatst.
Samen met zijn oudste broer Jan I werd Hendrik IX de Oude in 1401 volwassen verklaard. Ze namen vervolgens de regering van het hertogdom Glogau en het regentschap van hun twee jongste broers op zich. In 1403 ontvingen ze na het aftreden van hun tante Hedwig van Liegnitz de landerijen van hun in 1393 gestorven oom Hendrik VI de Oude, meer bepaald het hertogdom Sagan. Nadat alle broers volwassen waren verklaard, verdeelden ze in 1412 hun gezamenlijk regeringsgebied. Hierbij kreeg Hendrik IX samen met zijn jongere broers Hendrik X Rumpold en Wenceslaus het hertogdom Glogau. In 1417 volgde er een nieuwe verdeling tussen Hendrik IX en zijn jongere broers: Wenceslaus kreeg het gebied met de steden Crossen an der Oder, Schwiebus en Beutnitz, terwijl Hendrik IX en zijn jongere broer Hendrik X Rumpold de steden Glogau en Sprottau behielden. 
Hendrik IX regeerde dus samen met zijn jongere broer Hendrik X Rumpold, maar de regeringsverantwoordelijk lag enkel bij Hendrik IX. Hendrik X Rumpold stond in dienst van keizer Sigismund, vocht mee in de oorlogen tegen de Hussieten en deed diplomatieke missies in Denemarken, waar hij in 1423 stierf. Vanaf dan regeerde Hendrik IX de Oude alleen over het hertogdom Glogau. In 1420 had hij bovendien na de dood van zijn moeder de steden Freystadt en Grünberg geërfd. 
Hendrik IX werd beschouwd als een milde en vredevolle heerser. In zijn jeugd werd hij zelfs voorgesteld om bisschop van Breslau te worden, wat hij had geweigerd. Tijdens zijn regering ontwikkelden zich de turbulente Hussietenoorlogen, die zich ook in het hertogdom Silezië plaatsvonden. Hendrik IX slaagde er echter in om de vrede in het hertogdom Glogau te behouden. Ook voerde Hendrik IX tijdens zijn bewind heel wat wetten in, maar toch bleef het hertogdom Glogau tijdens zijn volledige bewind financiële problemen kennen.
De samenwerking met keizer Sigismund liet Hendrik IX in 1417 toe om delen van de erfenis van zijn grootvader langs moederkant Wladislaus II van Opole te bemachtigen. Omdat hertogen Bernard van Falkenberg en Bolko IV van Opole zeer trouw waren aan keizer Sigismund, werd Hendrik IX in 1435 gedwongen om de landerijen die hij van de hertogen van Opole bezet hield terug te geven. 
In de eerste maanden van 1425 begonnen de Hussieten een militaire expeditie in Silezië. De Silezische hertogen reageerden zeer verschillend op deze oorlog: sommigen, zoals Bolko V de Hussiet, sloten zich aan bij de Hussieten, terwijl anderen, waaronder Hendrik IX, tegen hen vochten. In het hertogdom Glogau richtten de Hussieten grote verwoestingen aan en Hendrik IX moest beroep doen op beschermingstroepen van de Poolse koning Wladislaus II Jagiello, waardoor hij er in 1431 in slaagde om de Hussieten van zijn landerijen te verdrijven. In 1433 nam Hendrik IX samen met troepen van Polen en de Duitse Orde deel aan de oorlog tegen de Hussieten. 
In 1446 verwierf Hendrik IX de Oude de controle over het hertogdom Lubin, nadat hertogen Jan I en Hendrik X het hertogdom aan hem hadden verkocht. Tegen het einde van zijn bewind stak Hendrik IX al zijn energie in de oorlog tegen zijn neef Jan II de Krankzinnige, die zijn broer Balthasar afgezet had als hertog van Sagan. Ook was Hendrik IX in 1458 de voorzitter van een coalitie van verschillende Silezische vorsten en steden tegen de net verkozen Boheemse koning George van Podiebrad.
In november 1467 stierf Hendrik IX de Oude, waarna hij werd begraven in de Missionariskapel van Freystadt.

## Huwelijk en nakomelingen
Rond 1432 huwde Hendrik IX met Hedwig (circa 1405/1416 - 1454), dochter van hertog Koenraad III van Oels. Ze kregen volgende kinderen:
- Sigismund (circa 1431/1432 - 1458)
- Hendrik XI (circa 1435 - 1476), hertog van Glogau
- Anna (circa 1430/1440 - 1483), huwde in 1454 met Jan II van Rosenberg, landeshauptmann van Silezië
- een jonggestorven zoon
- Hedwig (circa 1450 - 1482)
- Catharina (circa 1454 - 1497)